# The Two Purses
The Two Purses (o The Two Sets of Furs) è un cortometraggio muto del 1913 diretto e interpretato da Maurice Costello.

## Produzione
Il film fu prodotto dalla Vitagraph Company of America.

## Distribuzione
Distribuito dalla General Film Company, il film - un cortometraggio di 237,75 metri - uscì nelle sale cinematografiche statunitensi il 27 gennaio 1913 e nel Regno Unito il 10 maggio dello stesso anno.